# Zgornja Kapla
Zgornja Kapla – wieś w Słowenii, w gminie Podvelka. W 2018 roku liczyła 169 mieszkańców.